# Phare de Herd Groyne
Pour les articles homonymes, voir Herd et Groyne.
Le phare de Herd Groyne est un phare de port situé sur un épi protègeant la jetée sud de l'entrée de la rivière Tyne à South Shields dans le comté du Tyne and Wear en Angleterre. Il est géré par les autorités portuaires de Port of Tyne (en) avec plusieurs autres phares du port.

## Histoire
Après la réalisation des jetées nord et sud en 1854 sur l'entrée de la rivière Tyne et son port pour aider à la navigation des phares ont été construits sur chaque jetée. Un troisième phare, juste en amont de la jetée, a été érigé sur le Groyne. L'épi maritime a été construit entre 1861 et 1867 pour préserver le littoral de Littlehaven Beach, anciennement connue sous le nom de Herd Sands, qui avait commencé à être emporté par le changement des courants provoqués par les nouveaux brise-lames.
Le phare de Herd Groyne, construit en 1882, émet une lumière occultante qui l'entrée entre les deux jetées. Il montre une lumière blanche de 2 secondes toutes les 8 secondes à un navire arrivant de la mer sur la bonne trajectoire, une lumière verte à un navire trop au nord, et une lumière rouge trop au sud.
Construit par Newcastle-upon-Tyne Trinity House (en) en 1882, il se compose d'un bâtiment en bois hexagonale sur une plateforme soutenue par douze pieds en acier cylindriques. La lanterne en tôle ondulée octogonale est posée sur l'édifice, d'un hauteur de 15 m, totalement peint en rouge. Le phare de Herd Groyne a été rénové et repeint en 2014. Le site est accessible par beau temps en marchant sur l'épi.
Identifiant : ARLHS : ENG-330 - Amirauté : A2702.5 - NGA : 2112.

### Lien connexe
- Liste des phares en Angleterre